# Domeniul Fukui

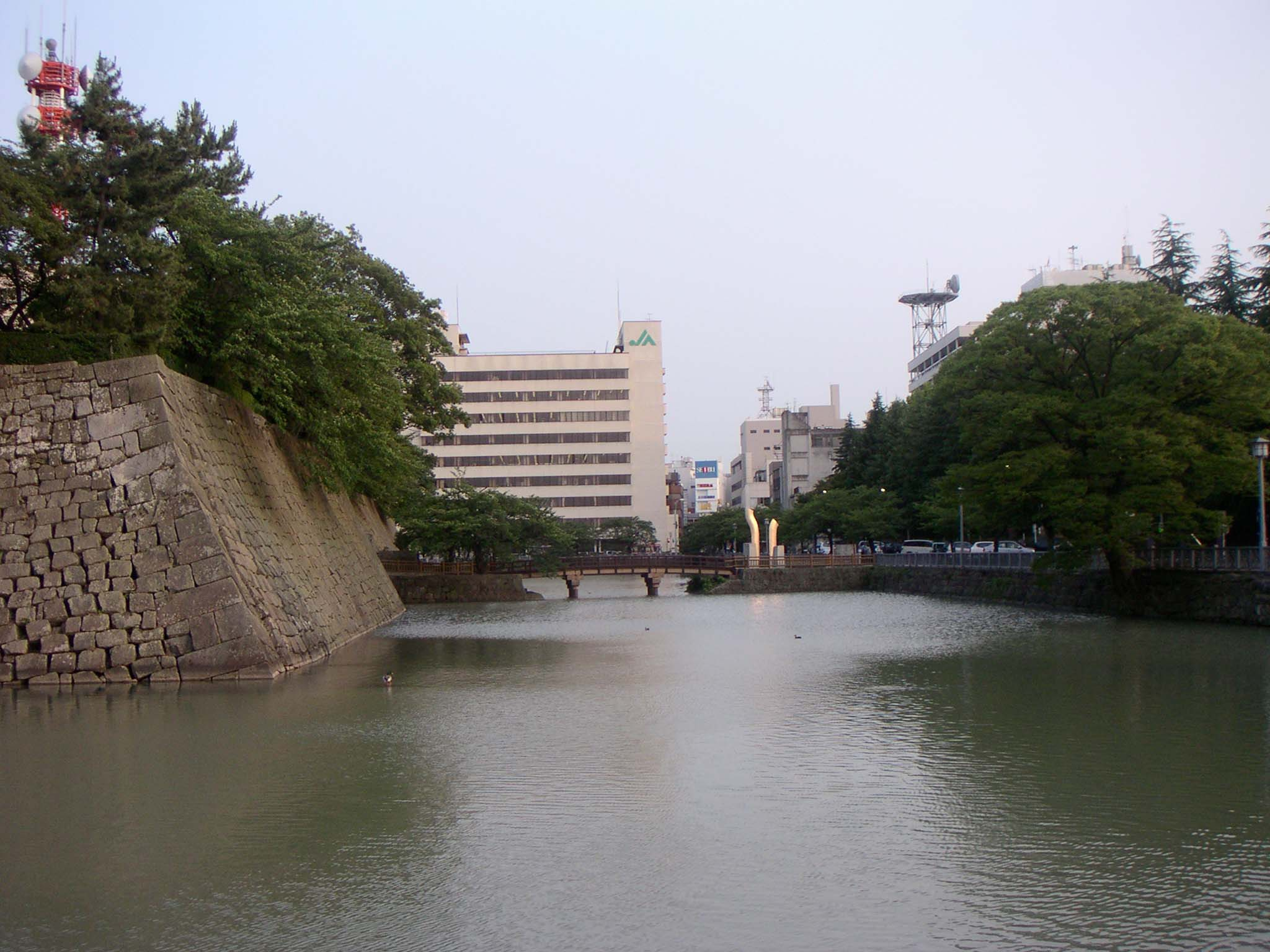
Podul Castelului Fukui

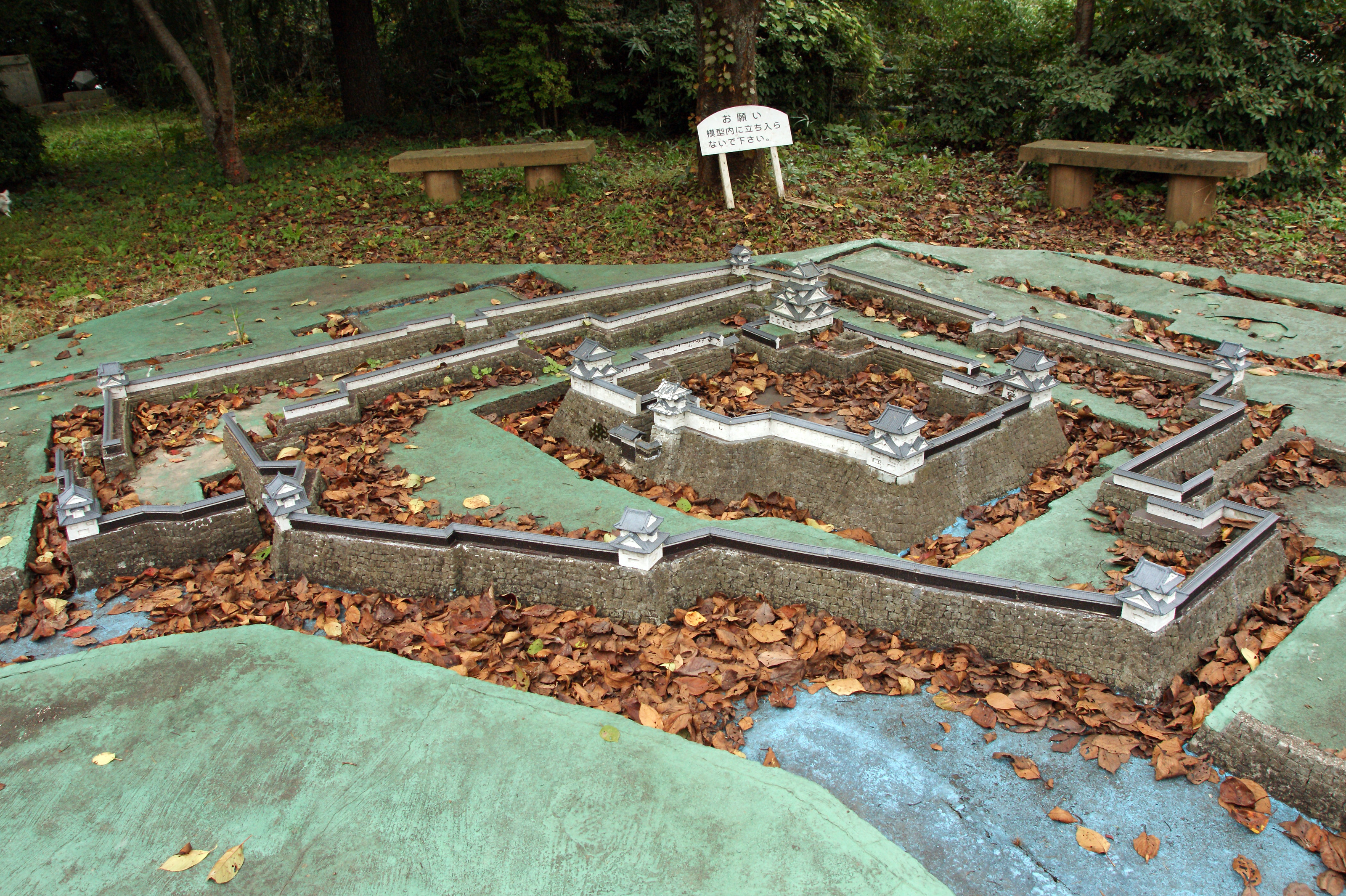
Model în miniatură a castelului Fukui

Fukui Domain (福井藩 Fukui han?) a fost un domeniu feudal în timpul domniei shogunatului Tokugawa din perioada Edo a Japoniei. Acesta își avea reședința la castelul Fukui în provincia Echizen, ceea ce astăzi reprezintă centrul orașului Fukui, Fukui.  Acesta a fost condus de către clanul Matsudaira de-a lungul intregii sale istorii. Acesta era cunoscut, de asemenea, și sub denumirea de Domeniul Echizen (越前, Echizen-han).

## Istorie
În perioada Sengoku, zona din jurul Fukui era cunoscută sub numele de Kita-no-sho și controlată de Shibata Katsutoyo, fiul adoptat al lui Shibata Katsuie, unul dintre principalii generali ai lui Oda Nobunaga, după ce clanul Asakura a fost deposedat de Shibata Katsuie. După ce Shibata Katsutoyo a murit de o boală în timpul bătăliei de la Shizugatake din 1583, zona a fost dată clanului Aoyama . Cu toate acestea, Aoyama s-a confruntat cu Armata de Vest sub comanda lui Ishida Mitsunari în timpul bătăliei de la Sekigahara și au fost astfel anihilate de victoriosul Tokugawa Ieyasu . În 1601, Ieyasu a acordat provincia Echizen celui de-al doilea fiu al său, Yūki Hideyasu, în valoare de 670.000 koku . Lui Yūki Hideyasu i s-a permis să-și schimbe numele în Matsudaira Hideyasu, iar el a reconstruit Castelul Fukui și jōkamachi din împrejurimi, făcând din acesta capitală.  Fiul său, Matsudaira Tadanao avea o dispoziție adesea violentă și era în condiții proaste cu Shōgunul Tokugawa Hidetada și, din cauza acestora, a fost deposedat și alungat în Kyushu. El a fost înlocuit de fratele său mai mic, Matsudaira Tadamasa, dar cu o reducere a kokudaka la doar 500.000 koku . Descendenții săi au continuat să domine Fukui până la sfârșitul shogunatului Tokugawa. 
Sub conducerea descendentului lui Tadamasa, Matsudaira Mitsumichi, domeniul a fost redus în continuare, din cauza creării domeniilor subsidiare cum ar fi: Domeniul Yoshie și Domeniul Echizen-Maruoka . Domeniul a fost afectat de dificultăți financiare în cea mai mare parte a istoriei sale, din cauza inundațiilor frecvente, a eșecului culturilor, a epidemiilor și a cheltuielilor profunde ale daimyō-ului său. În 1661, Fukui a devenit primul han care a emis hansatsu (domeniul banilor din hârtie). 
În 1686, domeniul s-a confruntat cu o criză succesorală și O-Ie Sōdō odată cu înlăturarea lui Matsudaira Tsunamasa din cauza nebuniei, a fost redus de la 475.000 koku la 250.000 koku. Câțiva daimyō mai târziu ai Fukui au fost adoptați în clan din familia Hitotsubashi-Tokugawa, una dintre Gosankyō, cele trei ramuri mai mici ale clanului Tokugawa . 
De-a lungul perioadei Bakumatsu, Matsudaira Yoshinaga (mai cunoscută și sub numele de Matsudaira Shungaku), a fost una dintre cele mai importante figuri politice din ultimii ani ai shogunatului Tokugawa. Ultimul Daimyo al Domeniului Fukui a fost Matsudaira Mochiaki, care a servit ca guvernator imperial sub conducerea guvernul Meiji până la abolirea sistemului Han în 1871 și crearea Prefecturii Fukui moderne . 

## Listadaimyō-lor[5]
| #                                     | Nume                              | Perioadă  | Nume de politețe                                          | Grad Judecătoresc                                    | Avere (koku) |
| ------------------------------------- | --------------------------------- | --------- | --------------------------------------------------------- | ---------------------------------------------------- | ------------ |
| Clanul Matsudaira (shinpan) 1601–1871 |                                   |           |                                                           |                                                      |              |
| 1                                     | Yūki Hideyasu (結城秀康?)         | 1601-1607 | Gon-chūnagon (正三位 権中納言)                            | Senior de Gradul al III-lea (正三位 )                | 680,000 koku |
| 2                                     | Matsudaira Tadanao (松平忠直?)    | 1607–1623 | Sangi (参議)                                              | Junior de Gradul al III-lea (従三位)                 | 680,000 koku |
| 3                                     | Matsudaira Tadamasa (松平忠昌?)   | 1623–1645 | Iyo-no-kami, Sangi (伊予守 参議)                          | Senior de Gradul al IV-lea (正四位)                  | 525,280 koku |
| 4                                     | Matsudaira Mitsumichi (松平光通?) | 1645–1674 | Echizen-no-kami ,Sakonoue-gon-shōshō (越前守 左近衛少将)  | Junior de Gradul al IV-lea, Grad inferior (従四位下) | 450,000 koku |
| 5                                     | Matsudaira Masachika (松平昌親?)  | 1674–1676 | Hyōbu-daisuke,Sakonoue-gon-shōshō (兵部大輔 左近衛権少将) | Junior de Gradul al IV-lea, Grad inferior(従四位下)  | 450,000 koku |
| 6                                     | Matsudaira Tsunamasa (松平綱昌?)  | 1676–1686 | Echizen-no-kami ,Sakonoue-gon-shōshō (越前守 左近衛少将)  | Junior de Gradul al IV-lea, Grad inferior (従四位下) | 450,000 koku |
| 7                                     | Matsudaira Yoshinori (松平吉品?)  | 1686–1710 | Hyōbu-daisuke,Sakonoue-gon-shōshō (兵部大輔 左近衛権少将) | Junior de Gradul al IV-lea, Grad inferior (従四位下) | 250,000 koku |
| 8                                     | Matsudaira Yoshikuni (松平吉邦?)  | 1710–1721 | Iyo-no-kami,Sakonoue-gon-shōshō (伊予守 左近衛権少将)     | Junior de Gradul al IV-lea, Grad inferior (従四位下) | 250,000 koku |
| 9                                     | Matsudaira Munemasa (松平宗昌?)   | 1721–1724 | Takumi-no-kami, Jijū (内匠頭 侍従)                        | Junior de Gradul al IV-lea, Grad inferior (従四位下) | 300,000 koku |
| 10                                    | Matsudaira Munenori (松平宗矩?)   | 1724–1749 | Hyōbu-daisuke,Sakonoue-gon-shōshō (兵部大輔 左近衛権少将) | Junior de Gradul al IV-lea, Grad inferior (従四位下) | 300,000 koku |
| 11                                    | Matsudaira Shigemasa (松平重昌?)  | 1749–1758 | Echizen-no-kami,Sakonoue-gon-shōshō (越前守 左近衛権少将) | Junior de Gradul al IV-lea, Grad superior(従四位上)  | 300,000 koku |
| 12                                    | Matsudaira Shigetomi (松平重富?)  | 1758–1799 | Echizen-no-kami,Sakonoue-gon-chūshō (越前守 左近衛権中将) | Senior de Gradul al IV-lea, Grad inferior (正四位下) | 300,000 koku |
| 13                                    | Matsudaira Haruyoshi (松平治好?)  | 1799–1825 | Echizen-no-kami,Sakonoue-gon-chūshō (越前守 左近衛権中将) | Senior de Gradul al IV-lea, Grad inferior (正四位下) | 320,000 koku |
| 14                                    | Matsudaira Naritsugu (松平斉承?)  | 1826–1835 | Echizen-no-kami,Sakonoue-gon-shōshō (越前守 左近衛権少将) | Junior de Gradul al IV-lea, Grad superior (従四位上) | 320,000 koku |
| 15                                    | Matsudaira Narisawa (松平斉善?)   | 1835–1838 | Echizen-no-kami,Sakonoue-gon-chūshō (越前守 左近衛権中将) | Senior de Gradul al IV-lea, Grad inferior (正四位下) | 320,000 koku |
| 16                                    | Matsudaira Yoshinaga (松平慶永?)  | 1838–1858 | Ōkura-taisuke (大蔵大輔)                                  | Senior de Gradul întăi (従一位)                      | 320,000 koku |
| 17                                    | Matsudaira Mochiaki (松平慶永?)   | 1858–1871 | Echizen-no-kami (越前守)                                  | Senior de Gradul al II-lea (従二位 )                 | 320,000 koku |

## Proprietățile deținute la sfârșitul perioadei Edo
La fel ca majoritatea domeniilor din sistemul han, Domeniul Fukui a fost format din mai multe teritorii discontinue calculate pentru a oferi kokudaka atribuită, pe baza sondajelor cadastrale periodice și a producțiilor agricole proiectate,  
- Provincia Echizen
  - 158 sate în districtul Asuwa
  - 136 sate în districtul Yoshida
  - 57 de sate în districtul Nanjō
  - 57 de sate în districtul Imadate
  - 93 de sate în districtul Nyū
  - 8 sate în districtul Ōno
  - 168 sate în districtul Sakai

În plus, Domeniul Fukui a administrat teritoriile extinse tenryō din provincia Echizen în numele shogunatului Tokugawa, obținând venituri substanțiale din aceste exploatații, care nu erau luate în considerare ca parte a kokudaka nominală. 

## Legături Externe
Materiale media legate de Domeniul Fukui la Wikimedia Commons
- "Fukui" la Edo 300 Arhivat în 3 martie 2016, la Wayback Machine. (în Japoneză)
- 越 前 松 平 氏 (Echizen Matsudaira) la ReichsArchiv.jp (în Japoneză)